# Tyry
Tyry – rzeka w Rosji, w Jakucji; prawy dopływ Ałdanu. Długość 327 km; powierzchnia dorzecza 14 tys. km²; średni roczny przepływ przy ujściu 85 m³/s.
Źródła w górach Suntar-Chajata; płynie w kierunku zachodnim przełamując się przez góry Sette-Daban; w środkowym i dolnym biegu płynie rozgałęziona na kilka ramion.
Zamarza od października do maja; zasilanie śniegowo-deszczowe.